# UGM-27 Polaris
O UGM-27 Polaris é um míssil mar-terra balístico-estratégico lançado a partir de submarinos. Foi construído pela Lockheed durante a guerra fria para a United States Navy e a Royal Navy.
O projeto iniciou-se em 1955 e a primeira versão entrou em serviço a 20 de julho de 1960 a bordo do primeiro submarino nuclear de mísseis balísticos americano, o USS George Washington (SSBN-598)|USS George Washington.

## História
O projeto Polaris seguiu-se ao abandono do projeto Júpiter da marinha norte-americana. Esse projeto visava a construção de submarinos levando até quatro mísseis Júpiter. O projeto foi abandonado porque:
- Os submarinos tinham de emergir para lançar os mísseis;
- Os mísseis Júpiter, de combustível líquido, tinham de ser abastecidos antes de cada lançamento, uma operação perigosa a bordo de um submarino.

A Lockheed foi então encarregada de desenvolver um míssil menor e de combustível sólido.
Sendo de grande risco o lançamento de um míssil desde um submarino submerso, a Lockheed desenvolveu um método de lançamento a frio. O míssil era lançado através de gás comprimido, antes do seu motor ser acionado.
O primeiro lançamento com sucesso teve lugar em abril de 1959, após seis fracassos. Ao mesmo tempo a marinha dos Estados Unidos construía o submarino USS George Washington (SSBN-598), que fez o seu primeiro disparo submerso do Polaris em 20 de junho de 1960. Em novembro de 1960, o Polaris A-1 foi declarado operacional.
O USS Ethan Allen (SSBN-608) foi o primeiro submarino a lançar um Polaris com carga nuclear numa zona de teste no oceano Pacífico, a 6 de maio de 1962. Foi o único disparo de um míssil mar-terra-balístico-estratégico com carga real feito pelos Estados Unidos.
Entre 1960 e 1981, foram feitos 1245 patrulhamentos de dissuasão estratégica com mísseis Polaris pela marinha norte-americana (Polaris A-1 de 15 de novembro de 1960 a 14 de outubro de 1965, Polaris A-2 do 26 de junho de 1962 a 9 de junho de 1974, Polaris A-3 do 28 de setembro de 1964 a 1 de outubro de 1981).

## Versões
- Polaris A-1: a versão A-1 tinha um alcance de 1853 km, equipado com uma ogiva nuclear W-47 (capaz de alcançar até 600 Kt de potência).
- Polaris A-2: a versão A-2 tinha um alcance de 2779 km.
- Polaris A-3: a versão A-3, MIRV, tinha um alcance de 4631 km.
- Polaris B-3: teria um alcance semelhante ao A-3, mas evoluiu para o míssil UGM-73 Poseidon.